# Арно (река, Канада)
Вижте пояснителната страница за други значения на Арно.
Арно (старо име Пейн) (на английски: Arnaud River) е река в Източна Канада, северната част на провинция Квебек, вливаща се в залива Пейн, западната част на залива Унгава. Дължината ѝ от 377 км ѝ отрежда 101-во място в Канада.

## Географска характеристика

### Извор, течение, устие
Река Арно изтича от източния ъгъл на езерото Пейн (на 130 м н.в.), разположено на п-ов Унгава, в северната част на провинция Квебек. Първите 35 км реката тече на изток, прави завой под прав ъгъл и се насочва на север. В тази посока тече близо 100 км до устието на най-големия си приток река Лепели (отляво), след което отново се насочва на изток и се влива в залива Пейн, западната част на залива Унгава, на 12 км от инуитското селище Кангирсук, разположено на левия (северен) бряг на реката.
За разлика от повечето канадски реки, по които има множество теснини, бързеи, прагове, водопади и проточни езера, течението на Арно с много малки изключения е бавно и спокойно през 2-3 месеца от годината, а през останалото време замръзва почти до дъното.

### Водосборен басейн, хидроенергийни съоръжения, притоци
Въпреки малката си дължина река Арно има голям водосборен басейн, площта на който възлиза на 49 500 km2, което представлява почти 1/5 от територията на п-ов Унгава.
Водосборният басейн на Арно граничи с други четири водосборни басейна:
- на северозапад – с водосборния басейн на река Пувирнитук, вливаща се в Хъдсъновия залив
- на запад – с водосборния басейн на река Когалук, вливаща се в Хъдсъновия залив
- на югозапад – с водосборния басейн на река Инуксуак, вливаща се в Хъдсъновия залив
- на югоизток – с водосборния басейн на река Фьой, вливаща се също в залива Унгава

В река Арно се вливат няколко реки, по-големи от които са Кутюр, Клоц, Лепели, Нанте, Вачон.

### Хидроложки показатели
Многогодишният среден дебит в устието на Арно е 670 m3/s. Максималният отток на реката е през юни и юли, а минималният през февруари – март. Снежно-дъждовно подхранване. Почти десет месеца реката е скована от дебела ледена покривка.

## Изследване на рекатаа
За първи път Арно е топографски заснета и картирана през 1896 г. от канадския геодезист Албърт Питър Лоу.